# Wieprza
Wieprza (kaszb. Wieprzô, niem. Wipper) – rzeka Pobrzeży Południowobałtyckich o długości 140,3 km, płynie przez Pojezierze Bytowskie, Wysoczyznę Polanowską i Pobrzeże Koszalińskie. Dorzecze Wieprzy obejmuje obszar 2172,7 km².

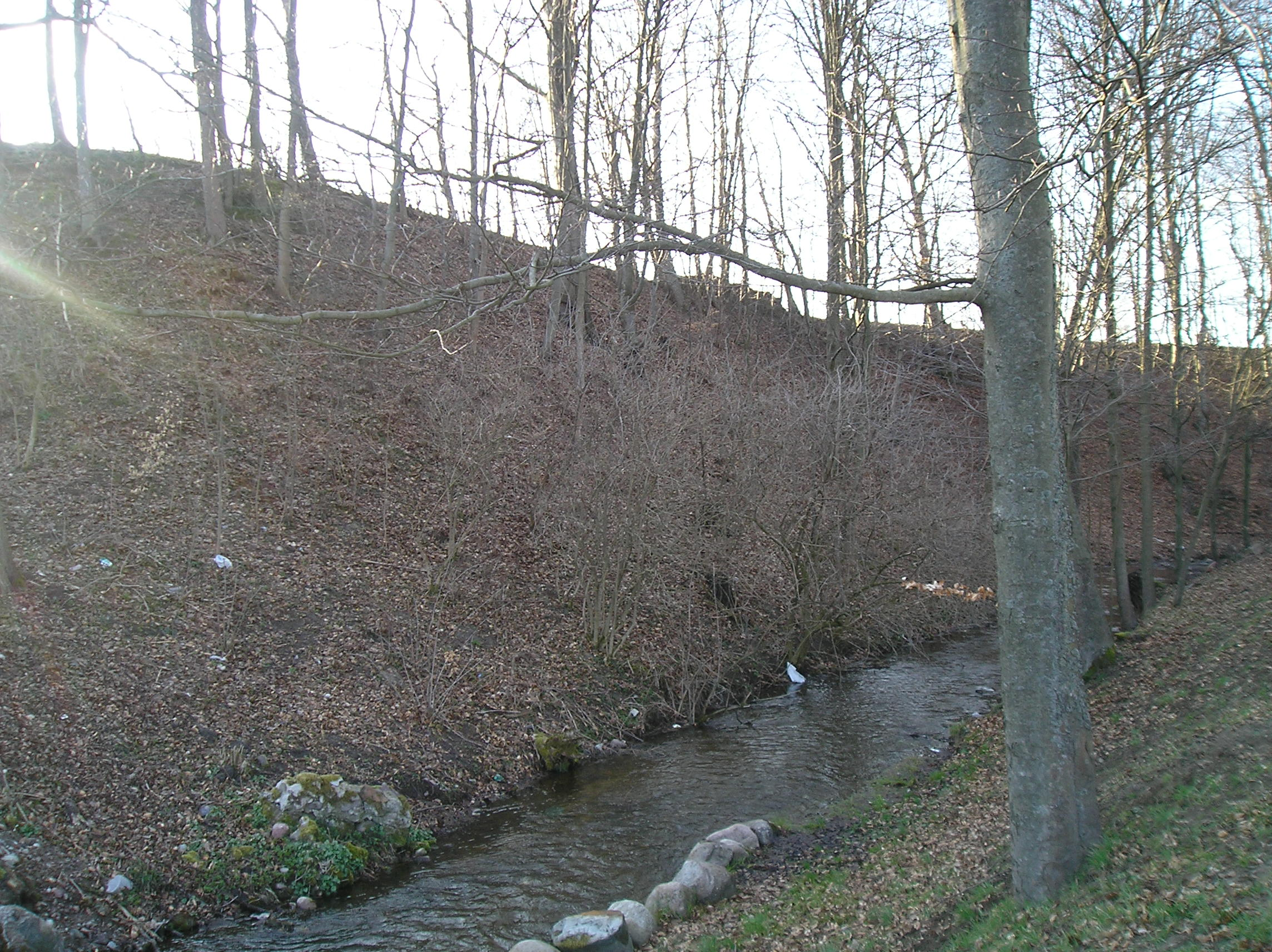
Wieprza we wsi Wałdowo nieopodal Miastka

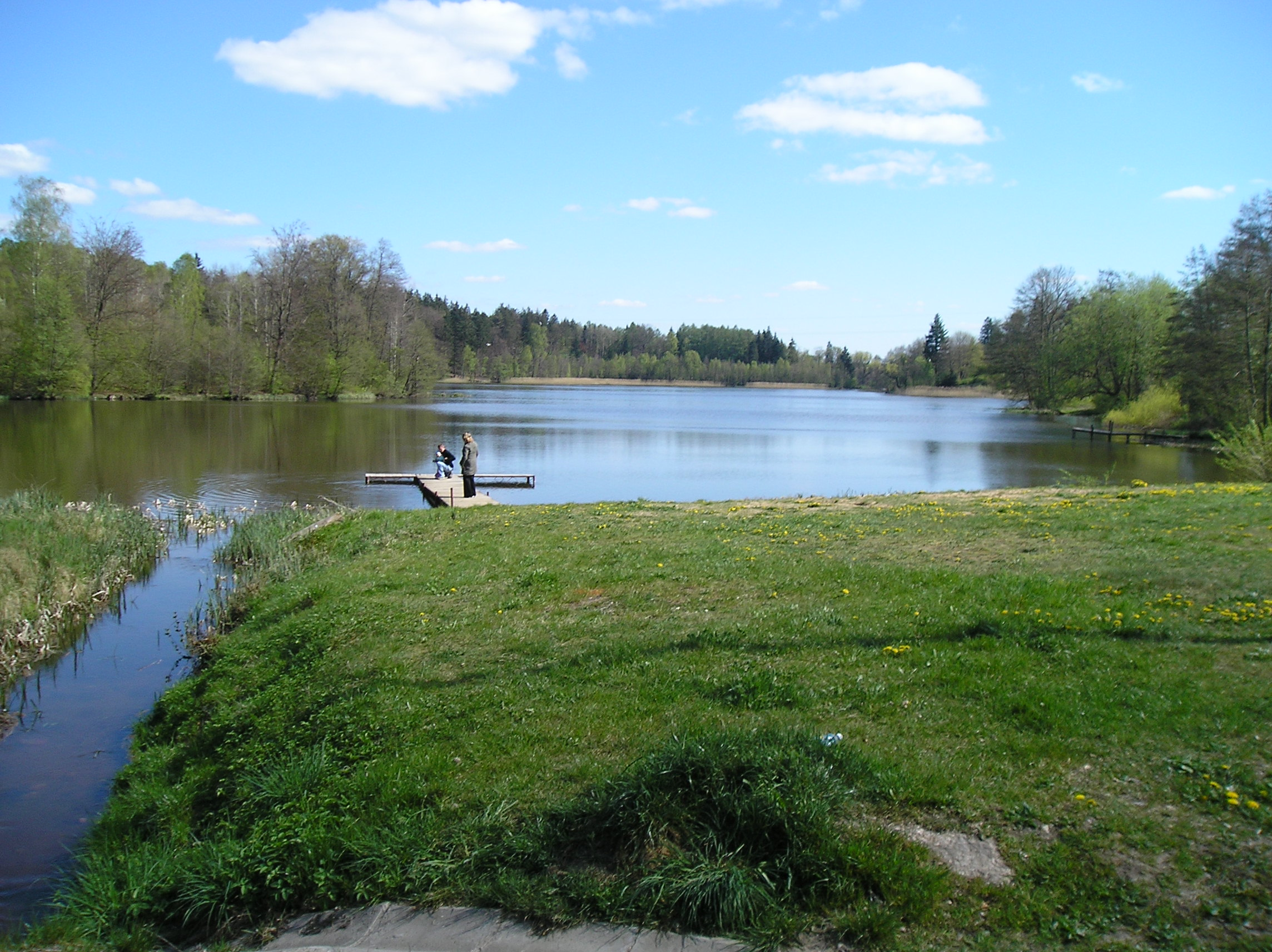
Wieprza wypływająca z jeziora Wałdowskiego Wielkiego

## Przebieg
Wieprza wypływa na wysokości 170 m n.p.m. z jeziora Kołoleż w okolicach Głodowa w gminie Miastko w powiecie bytowskim. Jej długość wynosi 140,3 km, a powierzchnia dorzecza liczy 2172,7 km². Inne publikacje podają, iż Wieprza wypływa z Białego Jeziora w gminie Miastko na Pojezierzu Bytowskim, co jest spowodowane występowaniem epizodycznego cieku wodnego w porach deszczowych między sąsiednimi jeziorami Białym i Kołoleż. Stały przepływ wody następuje z jeziora Kołoleż.
Uchodzi do Bałtyku w nadmorskiej dzielnicy Darłowa – Darłówku.
Przepływa przez kilka jezior, m.in. Białe Jezioro, Bluj, Jezioro Wałdowskie Małe i Jezioro Wałdowskie Wielkie.
Miasta nad Wieprzą:
- Kępice
- Sławno
- Darłowo

## Zagospodarowanie
Ujściowy odcinek Wieprzy stanowi akwatorium portu morskiego Darłowo.
Na rzece organizowane są spływy kajakowe. Spławny odcinek rzeki liczy 95 km. Najwyższej położonym miejscem dogodnym do wodowania kajaków jest pole leśne „Mnich” w miejscowości Broczyna.

## Jakość wód
W 2010 r. dokonano oceny stanu wód Wieprzy w dwóch punktach. We wsi Pomiłowo określono II klasę elementów biologicznych, II klasę elementów fizykochemicznych, dobry potencjał ekologiczny, a w punkcie przy moście k. wsi Stary Kraków określono II klasę el. biologicznych, II klasę el. fizykochemicznych, dobry stan ekologiczny.
Według danych Inspekcji Ochrony Środowiska poprzez Wieprzę następuje odpływ metali ciężkich do Morza Bałtyckiego – w ciągu 2012 roku w ilościach: 16,6 ton cynku, 1,8 tony miedzi, 0,6 tony ołowiu, 0,7 tony kadmu oraz 0,5 tony niklu.

## Ochrona przyrody
Począwszy od okolic wsi Czarnica i ujścia Doszenicy do Wieprzy, aż do początku falochronów portu Darłowo, dolina rzeki objęta jest obszarem mającym znaczenie dla Wspólnoty o nazwie "Dolina Wieprzy i Studnicy" w ramach sieci Natura 2000.
Ustanowiono obręb ochronny, gdzie zabrania się połowu oraz czynności szkodliwych dla ryb, a w szczególności naruszania urządzeń tarliskowych, dna zbiorników i roślinności wodnej, uprawiania sportów motorowodnych i urządzania kąpielisk – w okresie od 20 marca do 31 maja każdego roku. Obręb obejmuje odcinek Wieprzy na długości 1070 m w Darłowie od mostu drogowego przy ul. Powstańców Warszawskich do kładki dla pieszych przy ul. Morskiej.
Na morskich wodach wewnętrznych rzeki Wieprzy w granicach portu Darłowo został ustanowiony okresowy obwód ochronny dla troci wędrownej i łososia, który obowiązuje od 15 września do 31 grudnia każdego roku. Wprowadzono ograniczenie w sportowym połowie ryb, polegające na zakazie połowu metodą spinningową na wodach portowych.
W ujściu rzeki Wieprzy w półkolu zakreślonym promieniem długości 500 m w kierunku morza ze wschodniej głowicy wejścia do portu Darłowo został ustanowiony stały obwód ochronny, gdzie obowiązuje zakaz połowu organizmów morskich.

## Nazwa rzeki
Rzeka Wieprza, prócz podobieństwa nazwy, nie ma nic wspólnego z rzeką Wieprz, dopływem Wisły.
Do 1945 r. w Niemczech stosowano nazwę rzeki – Wipper. Na polskiej mapie wojskowej z 1933 r. przy oznaczeniu rzeki podano polski egzonim Wieprz. Nazwę Wieprza ustalono urzędowo rozporządzeniem w 1948 roku.